# Charles Griffe
Pour les articles homonymes, voir Griffe.
Charles Antoine Jules Griffe est un magistrat et homme politique français né le 18 octobre 1825 à Thézan-lès-Béziers (Hérault) et décédé le 13 janvier 1895 à Paris.

## Biographie
Après des études de droit à Toulouse, il exerce la profession d'avocat à Béziers, avant d'être nommé, après le 4 septembre 1870, président du tribunal civil de Nîmes. 
Conseiller honoraire de la Cour d'appel de Paris, officier de la Légion d'honneur, il est élu en 1871 aux fonctions de conseiller général du canton de Murviel. 
Au renouvellement triennal de 1879, il est élu sénateur de l'Hérault par 212 voix sur 418. Sont aussi élus Gaston Bazille et Clément Combescure.
Le 5 janvier 1888, Jules Griffe est réélu par 513 voix sur 816, au premier tour de scrutin. Il fit partie de la gauche républicaine.
Au Sénat, il intervient souvent dans les débats juridiques, ainsi que pour la défense des viticulteurs de l'Hérault, devenant le "défenseur infatigable des intérêts de la viticulture nationale en faveur de laquelle il a déposé et défendu à la tribune, de nombreuses propositions ayant pour objet de protéger les vins français soit contre les falsifications et les fraudes de toute nature, contre la concurrence étrangère."

### Sources
- Jean Jolly (dir.), Dictionnaire des parlementaires français, notices biographiques sur les ministres, sénateurs et députés français de 1889 à 1940, Paris, PUF, 1960
- « Charles Griffe », dans Adolphe Robert et Gaston Cougny, Dictionnaire des parlementaires français, Edgar Bourloton, 1889-1891 [détail de l’édition]